# Peugeot 307 WRC

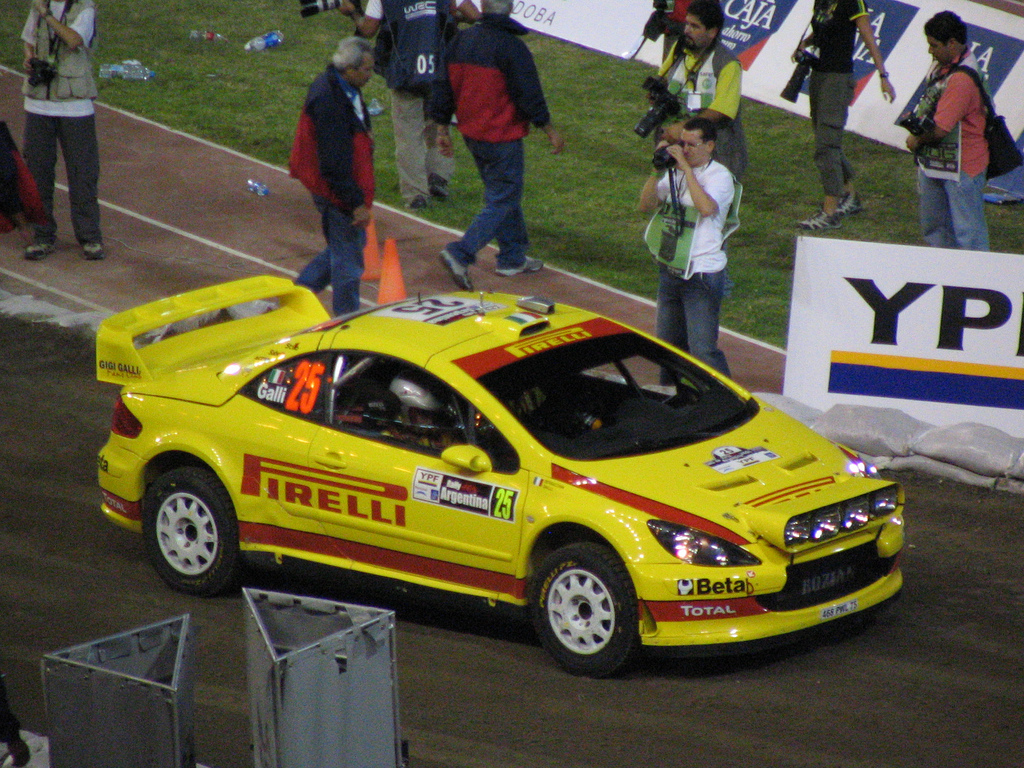
Gigi Galli con el 307WRC en 2006

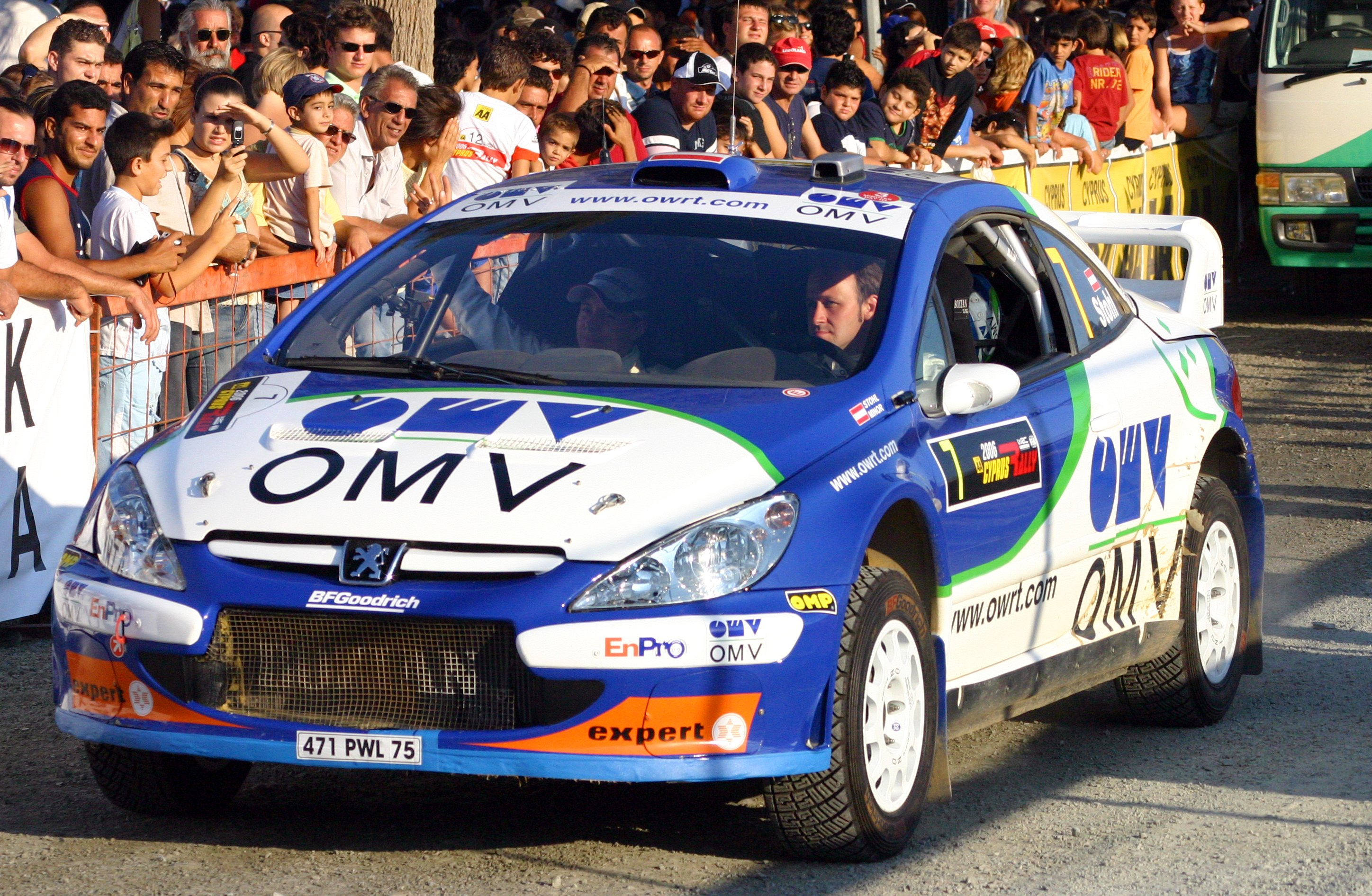
Manfred Stohl en el Rally de Chipre

El Peugeot 307 WRC es un vehículo de rally basado en el Peugeot 307 con homologación World Rally Car. Fue construido por Peugeot para participar en el Campeonato del Mundo de Rally en el equipo oficial, el Peugeot World Rally Team.
Participó en las temporadas 2004 y 2005 obteniendo tres victorias: Finlandia (2) y Japón, de la mano de Marcus Gronholm. También fue utilizado por el equipo privado OMV Peugeot Norway en la temporada 2006, obteniendo como mejor resultado un segundo puesto en el Rally de Gran Bretaña de la mano de Manfred Stohl.

## Desarrollo
A finales del año 2002 el departamento de marketing de Peugeot decidió que el sustituto del Peugeot 206 WRC se desarrollaría sobre la base del Peugeot 307 cc, un coupé cabrio, algo nunca visto en los rallies. La idea de los responsables de la marca francesa era coincidir el lanzamiento del 307 de calle con el de competición.
El primero de los problemas con el que se encontraron los ingenieros fue una cuestión reglamentaria. La normativa de la FIA hablaba de berlinas, en relación de la procedencia de los coches homologados como WRC, por lo que Peugeot tuvo que obtener la aprobación del resto de marcas que competían en el campeonato del mundo y de la propia FIA.  Tras lograr el visto bueno los ingenieros comenzaron a trabajar.
El desarrollo comenzó en mayo de 2002, que se marcó como primer plazo la Navidad de ese año y el primer problema al que se enfrentaron fue el de la rigidez. Una carrocería sin techo planteaba varios problemas, ya que la rigidez es esencial para la seguridad de los ocupantes y para lograr una buena estabilidad en carrera, se tuvo que trabajar a fondo tanto el nuevo techo como la jaula de seguridad.
El motor elegido para el 307 fue el XU7JP4 de los 406 1.8, jubilando el viejo XU9V4 usado en el 206 WRC. El nuevo motor, con la diferencia de ser dos litros, era el mismo que utilizó Citroën para el Citroën Xsara WRC. El 307 WRC contaba con 300 caballos de potencia y un par motor de 530 Nm a 3.500 vueltas y una caja de cambios Hewland de sólo cinco marchas, situada transversalmente a la salida del motor. A diferencia que en el 206 WRC la caja de cambios estaba situada longitudinalmente y por supuesto contó con mucho más espacio para poder trabajar y situar cada periférico del motor en función de las distintas necesidades. De esta manera el coche resultó mucho más equilibrado.  
Los plazos se cumplieron y en 2003 se realizaron los primeros test del Peugeot 307 WRC que la marca francesa utilizaría en el campeonato del mundo a partir del año 2004. Su estrenó fue en el Rally de Montecarlo de 2004, curiosamente con una caja de cambios de tan sólo cuatro marchas. La idea era reducir el tiempo en cambiar de marcha al mismo tiempo que se mantenía el rendimiento del motor. Sin embargo esta configuración se mantuvo hasta la tercera prueba y en Nueva Zelanda se montó la caja definitiva de cinco relaciones.

## Competición

### Temporada 2004
En su primer año, el 307 WRC inicialmente logró dos victorias: Chipre y Finlandia, aunque Marcus Grönholm artífice de ambas hazañas perdió la primera de ellas debido a una sanción por irregularidades mecánicas.  Con todo el finlandés logró cuatro segundos puestos y finalizó quinto,  mientras que Peugeot terminó cuarta en el campeonato de constructores.

### Temporada 2005
En 2005 el  307 WRC incorporó varias mejoras:  un cigüeñal más ligero, brazos de suspensión nuevos y unos neumáticos Pirelli en lugar de los Michelin. Ese año el equipo contaba con Grönholm y Markko Martin, que ambos lograron el subcampeonato de marcas, y dos victorias: Finlandia y Japón. La nota trágica del año fue la muerte del copiloto de Martin: Michael Park durante el Rally de Gran Bretaña. 
Ese año Peugeot anunció su retirada del mundial de rally, lo que detuvo la evolución del coche. Al año siguiente, los 307 WRC que se usaron fue en manos de pilotos privados, destacando las actuaciones del noruego Henning Solberg, aunque sin aumentar el palmarés del coche.

## Palmarés

### Victorias en el Campeonato del Mundo
| N.º | Año  | Rally                    | Piloto          | Copiloto        | Notas |
| --- | ---- | ------------------------ | --------------- | --------------- | ----- |
| 1   | 2004 | 54th Neste Rally Finland | Marcus Grönholm | Timo Rautiainen | [ 4 ] |
| 2   | 2005 | 55th Neste Rally Finland | Marcus Grönholm | Timo Rautiainen | [ 5 ] |
| 3   | 2005 | 2st Rally Japan          | Marcus Grönholm | Timo Rautiainen | [ 6 ] |

## Información técnica

### Motor
- Motor: 1997 cc con turbo
- Cilindros: 4 en línea
- Válvulas: 16
- Diámetro x carrera: 85 x 88 mm
- Potencia: 300 cv
- Par motor: 580 Nm

### Dimensiones
- Largo: 4344 mm
- Ancho: 1770 mm
- Altura: 1370 mm
- Distancia entre ejes:
- Ancho de vía: 2610 mm
- Peso: 1.230 kg

### Transmisión
- Tracción cuatro ruedas
- Caja de cambios transversal
- Marchas: 5 en secuencial
- Placas de embrague: 3